# 日経テレ東大学
『日経テレ東大学』（にっけいテレとうだいがく）は、2021年4月から2年間配信されていたニュースバラエティ番組のYouTubeチャンネルである。日本経済新聞社とテレビ東京グループが「本格的な経済を、もっとたのしく学ぶ」をコンセプトに開始した。制作統括はテレビプロデューサーの高橋弘樹(当時テレビ東京社員)。2023年2月に登録者数100万人を突破したが、同年3月を以ってチャンネルを終了、配信済みのコンテンツも同年5月を以って削除された。なお、ごく一部のコンテンツについては同年7月頃からテレビ東京の公式YouTubeチャンネルに移設の上で一定期間再配信されていた。

## 概要
日本経済新聞社のデジタル事業とテレビ東京コミュニケーションズによるYoutubeチャンネル。動画制作はテレビ東京のバラエティー班が手がける。制作統括は『家、ついて行ってイイですか?』『空から日本を見てみよう』などを手掛けたテレビ東京の高橋弘樹プロデューサー。
岸田文雄首相や菅義偉前首相などの大物政治家をゲストとして呼ぶ一方で、「パンダ（ピラメキパンダ）の着ぐるみを登場させる」などの演出が特徴。イェール大学助教授で経済学者の成田悠輔、2ちゃんねる創設者の西村博之による雑談番組『Re:Hack（リハック）』などが話題となった。登録者数100万人を突破した直後の2023年3月をもってチャンネルを終了した。
視聴者層は10代から60代以上まで幅広いが、特に20代から40代の現役ビジネスパーソンの支持が多かった。

## 沿革
2021年
- 4月1日 - YouTubeチャンネル『日経テレ東大学』を開設。
- 7月 - 登録者数1万人を突破。
- 9月 - 登録者数10万人を突破
- 10月 - 番組中にひろゆきが竹中平蔵を切れさせ話題となる（2023年2月現在315万回再生数・チャンネル視聴数第3位）。
- 12月 - 登録者数20万人を突破

2022年
- 1月 - 登録者数30万人を突破
- 1月 - 成田悠輔の実弟・成田修造が初登場。
- 3月 - 前内閣総理大臣・菅義偉が番組に初参戦（2023年2月現在・307万再生回数。チャンネル歴代4位）
- 4月 - 登録者数40万人を突破。
- 6月 - 登録者数50万人を突破
- 7月 - 登録者数60万人を突破。
- 7月 - フジテレビ「バイキング」を卒業したメインMC・坂上忍が赤裸々に番組内に思っていたことを告白（2023年2月現在の再生数365万回・チャンネル歴代再生数1位を記録）
- 8月31日 - 登録者数70万人を突破。
- 10月7日 - 登録者数80万人を突破。
- 11月 - 登録者数90万人を突破。

2023年
- 2月3日 - 【火曜配信】「Re:Hack」が日経BPより初の書籍化。
- 2月6日 - 登録者数100万人を突破。
- 2月7日 - サンケイスポーツがチャンネル立上げ者の高橋弘樹が2月末でテレビ東京を退社することを報じた。
- 2月9日 - 日経テレ東大学の登録者数が100万人突破したことを機に成田悠輔は番組引退を表明。
- 2月10日 - 週刊文春が3月をもって「日経テレ東大学」が終了することを報じる。
- 3月5日 - 「Re:Hack」の最終回を配信し「日経テレ東大学」が終了することを正式に発表する。企画・出演・プロデュース担当の高橋弘樹がYouTubeチャンネル「ReHacQ」を新たに立ち上げる。
- 3月29日 - 【火曜配信】「なんで会社辞めたんですか？」が東京ニュース通信社より初の書籍化。
- 5月26日 - 【火曜配信】「Re:Hack」が集英社インターナショナルより書籍化。

## 開始の経緯
当初の企画は日本経済新聞社デジタル事業の新事業として開始。日経が動画制作をテレビ東京に依頼した際「うっかりバラエティー班に話が行ってしまい、気が付いた時には話がイイ感じにまとまって」しまったため、陣容が決まったという。
高橋は開始の経緯を以下のように記している。
日経で、「とにかく、おもしろい経済動画メディア作りたい！ なんで新聞社が、ガチの動画サイト作っちゃいけないんだ！ つくりたーーい！」という若手・中堅のみなさんたちのあついプロジェクトが発足したらしく、テレビ東京に企画募集がきた。
2021年4月、テレビ東京および同グループ会社のテレビ東京コミュニケーションズと、日本経済新聞社（日本経済新聞社デジタル事業）が合同でYouTubeチャンネルを立ち上げた。番組内容は、ビジネスや経済ニュースを報じている両社が、様々な経済・ビジネスコンテンツを気軽に楽しめる内容に仕立て、幅広い世代のビジネスパーソンに向けて提供するものとしている。　
コンセプトは「本格的な経済を、もっとたのしく学ぶ」。

## 突然の終了
2023年2月、週刊文春の報道により日経テレ東大学チャンネルが終了となることが明らかになった。週刊文春の取材によれば、SNSでたびたび炎上し、賠償金や訴訟を多く抱える西村博之や、元日本経済新聞記者の後藤達也の出演などが日経およびテレビ東京の幹部から問題視されたとしている。終了は2022年12月時点で制作スタッフに通告されていたという。

### 終了報道
2023年2月10日 、週刊文春が「3月をもって『日経テレ東大学』が終了することを報じた。同15日の記事では終了の理由について以下のように報じている。
- Twitterアカウントの引き継ぎをめぐって会社と揉めた経緯がある、元日経記者の後藤達也の出演。
- 『SNSでもたびたび炎上し、複数の訴訟を抱えていたひろゆきが出演しているのはいかがなものか』『日経ブランドを毀損している』などの指摘があった。

また同21日付の記事では日本経済新聞社の内部事情について言及する中で「(日経テレ東大の)終了を主導したのはデジタル編成担当の山崎浩志 常務執行役員」と報じている。

### 発表
2023年3月5日に配信された「Re:Hack」で、チャンネル終了に関する情報が高橋より発表された。内容は以下の通り。
- 本プロジェクトの共同事業契約が2023年3月末に満了を迎えることに伴い、日経テレ東大学YouTubeチャンネルも終了する。
- チャンネル終了に伴い、コンテンツは消える予定。
- コンテンツは一定期間、視聴できるが、いつまでかは不明[27]。

上記の動画中での高橋のコメント以外、運営会社（日本経済新聞社、テレビ東京、テレビ東京コミュニケーションズ）からの正式な発表はなされていない。
なお、2023年5月31日にチャンネルが閉鎖された際には前日に高橋がTwitterで閉鎖の告知をしたものの運営会社からは一切告知がないまま同日16時ごろにあっけなく閉鎖された。

### 批判
制作統括の高橋弘樹は退社後に週プレニュースのインタビューで以下のように述べている。
- 黒字が出ている事業を終わらせるのは、社内的にももったいないと思いますけど、それよりも「番組を楽しみにしていた視聴者のことをどう思っているのか」とか「歴史的な記録をなくそうというのは、どういう意図なんだろう」と思います。
- 歴史の記録にアクセスできなくなるというのは歴史への冒涜（ぼうとく）ですよ。[中略]歴史好きの観点からしたら、大犯罪者ですよ[29]。

テレビ東京の放送持株会社であるテレビ東京ホールディングス（テレ東HD）の株式（約1%）を保有している香港の投資ファンド「リム・アドバイザーズ」は2023年6月に開催予定のテレ東HD株主総会に向けて、同年5月に同社に提出した株主提案の中で日経テレ東大学に関して、「将来にわたって生み出す収益を現在価値に割り引いて企業価値を評価する方式で算定したところ、事業価値が約30億円に達した」とし、日本経済新聞社とテレビ東京が同チャンネルを終了させたことを批判した。

## 終了発表後
- 2023年3月5日の「Re:Hack」の最終回配信直後に高橋が「ビジネス向けの動画メディア」とする「ReHacQ」を新たにYouTube上に立ち上げている[19]。

## 制作エピソード
- 動画はテレビ東京と日本経済新聞が連携しながら5～6人が中心となって制作会社とともに作っている。数字の分析やビジネス面での運用を含めると約20人の関係者が関わっている[4]。
- 収録のほかに時事ニュースではZoomを使った生配信も実施。
- チャンネル開設当初は再生回数が伸び悩んだ。視聴回数は数百～数千回止まり。タレントを起用したコンテンツも、1カ月経って1万回を超えるのがやっとだったという。
- メディア特性に対応し、「ラジオっぽく使う」ユーザーに向けたコンテンツ作りに切り替えた。『見て分かる』テレビの視聴者と違って、『耳だけで楽しむ』YouTubeは、移動中や料理中、入浴中など視聴環境が様々である。特にビジネスパーソンは時間を有効活用しようと利用していることに気がついた。メディアの特性のずれを体感した高橋は「トーク番組」をメインにすること、要となるMCの起用は「忖度の一切ない人」「捨て身の人」を心掛けた[4]。
- 『Re:Hack』は企画の段階から事業サイドやひろゆき、成田と話をして、皆の意見をすべて混ぜたようなコンテンツだった[32]。
- 初年度から黒字だった[33]。

## 主なレギュラー出演者
- 高橋弘樹
- ひろゆき
- 成田悠輔
- 入山章栄
- 乙武洋匡
- 後藤達也
- 田村淳
- スザンヌ
- 内田舞

## 登場キャラクター
- ピラメキパンダ（声：高橋弘樹）

テレビ東京所属マスコット。主に番組の進行を担当する。元々は2009年から2015年に放送された「ピラメキーノ」のキャラクターで倉庫に放置されていたものを再利用した。以前は喋らないキャラクターだったが日経テレ東大学では「特殊な実を食べることによって会話ができる」という設定。キャラクターデザインはニイルセン。
- フアンガルー＆フアンガルーJr.（声：高橋弘樹）

「あつまれ金融の森」に登場する心配性のカンガルーとその息子。キャラクターデザインはせきぐちあいみ。

## 主な番組
特に人気番組として半熟仮想株式会社代表、イェール大学助教授で経済学者の成田悠輔、2ちゃんねる創設者の西村博之による雑談番組「Re:Hack（リハック）」が著名政治家に対して忖度のない対談をし、再生回数を上げて注目される。このほか、早稲田大学ビジネススクール教授の入山章栄MCの経済討論番組「FACT LOGICAL」も看板番組の1つである。

### レギュラー
- 【日曜配信】Re:Hack
  - 成田悠輔とひろゆきとパンダによる雑談番組
- 【月曜配信】超ファンタスティック未来
  - 未来を変えるスタートアップをゲストに招き「技術」「現在地」「描く未来」を引き出し、多くの視聴者に知ってもらうトーク番組
- 【火曜配信】なんで会社辞めたんですか？
  - なぜ会社ではなく新しい探求の道を選択したのか
- 【水曜配信】新しい義務教育
  - 令和を生きぬくオトナたちにとって必要な「教養」を学ぶ番組
- 【木曜配信】あつまれ金融の森
  - 株式市場は資本主義が作ったパンドラの箱。質を問わなきゃ何でもある
- 【土曜配信】FACT LOGICAL
  - 入山章栄、乙武洋匡がゲストを招いて今の社会問題を大激論

### その他
- 腹落ちビジネススクール
- 【お仕事文化祭】
- ハイパーリスクフル実演販売
- sokokara?
- chu-shutsu
- クリエイティブ政策談義
- 日経テレ東大学祭2021
- ぴらめきパンダのビジネス人生相談
- 【サイエンス】中島科学工作室
- まったりFUKABORI
- ひろゆきと考える！高校生からの人生プラン
- クレイジーキャリア雑談会
- なんでそんなに不器用なんですか？
- FACT＆BEYOND
- 【ベストセラー作家 vs 担当編集】The First Reading
- 【注目のスタートアップ】Re:presentation〜成功の本質〜
- 【AKB48】ビジネスパーソンのための心理学【ウザすぎる上司撃退法】
- 初めての【日経テレ東大学】
- ミニ＆おまけ動画たち
- 【教育学部】４歳でもわかる！にっけいしんぶん入門
- 【スポーツ経済学部】ビジネスNIKKEI馬
- 【サークル】サウナビジネスサテライト
- 【文学部】ビジネス書を、より深く読む
- 【国際ビジネス学部】YOUは何しに日本株へ？
- ビジネス書を真の武器にする方法【日経テレ東大学】
- 【経済学部】チャラすぎるミクロ経済学
- 【学食】ラーメンDEビジネス名著
- おいしい読書
- ゆっくり経済解説

## スタッフ
- 企画・演出・プロデュース - 高橋弘樹

## イベント
- みんなのお仕事文化祭 2022秋（2022年9月21日・22日） - 合同会社DMM.comと共催[34]

## 関連図書
- 集中講義 ニッポンの大問題（2023年2月3日、日経BP） ISBN 9784296001019
- なんで会社辞めたんですか？（2023年3月29日、東京ニュース通信社） ISBN 9784065311943
- 生か、死か、お金か 日経テレ東大学「Re:Hack」白熱講義録（2023年5月26日、集英社インターナショナル） ISBN 9784797674217